# Малинск
Малинск (укр. Малинськ) — село в Ровненском районе Ровненской области Украины. Административный центр Малинской сельской общины.
До 2020 года входило в Березновский район.
Население по переписи 2001 года составляло 1700 человек. Почтовый индекс — 34610. Телефонный код — 8-03653. Код КОАТУУ — 5620486201.